# 福島まるごとライブ ヨジデス
『福島まるごとライブ ヨジデス』（ふくしままるごとライブ ヨジデス）は、2017年4月3日から2021年10月1日まで福島放送（KFB）で月曜 - 金曜の夕方に放送されていた夕方ワイド番組である。

## 概要
2017年春の番組改編で、土曜午前に放送されていたローカルワイド番組『ドミソラ』を月曜 - 金曜の帯番組として一新し、同年4月3日に放送開始。「ふくしまの大人の暮らしをより楽しく」をテーマとして、グルメ、雑学、健康等の情報を紹介するほか、最新のニュースも伝える。
2021年10月4日から『ふくしまスーパーJチャンネル』と統合し、『シェア!』にリニューアルする。当番組MCの笠置・山崎は、同番組に続投する。

## 出演者
月曜 - 水曜 MC
- 笠置わか菜（福島放送アナウンサー）
- 樋口陽一（福島放送アナウンサー）

木曜・金曜 MC
- 中村陽介（ぺんぎんナッツ）
- 山崎聡子（福島放送アナウンサー）

松下せいじゅのなるほど天気（気象情報）
- 松下誠寿（気象予報士）[4]

ぱぱっとゴハンデス
- 本田よう一（料理家）
- 鈴木恵理子（管理栄養士）

リポーター
- いなのこうすけ（ぺんぎんナッツ）
- フジナッツ健（ふくしまボンガーズ）

コーナー出演
- 月曜：なすび、長沢裕、湯座聖美
- 水曜：まつトミ
- 木曜：ピンボケたろう（ザ・パーフェクト）、あかつ
- 金曜：あばれる君

### 過去の出演者
- 逸見太郎 - 番組開始から2019年9月27日までMC（総合司会）を務めた[5]。
- 土井邦裕 - 2021年3月26日までお天気コーナー「土井さんのヨジ天」を担当した。

## 放送時間
| 期間      | 期間      | 放送時間（JST）       |
| --------- | --------- | --------------------- |
| 2017.4.3  | 2018.3.30 | 15:50 - 16:50（60分） |
| 2018.4.2  | 2019.9.27 | 15:55 - 16:50（55分） |
| 2019.9.30 | 2020.3.27 | 15:50 - 16:50（60分） |
| 2020.3.30 | 2021.10.1 | 15:45 - 16:40（55分） |

## 主なコーナー
- 見てかけて答えるクイズ → お絵かきクイズ これな〜んだ？

視聴者参加型のクイズコーナー。
- ぱぱっとゴハンデス

夕飯の一品を紹介する料理コーナー。
- ふくしまらーめん道リターンズ

『ふくしまスーパーJチャンネル』で放送されたラーメン店の情報を傑作選として紹介する。
- 松下せいじゅのなるほど天気

気象予報士松下が季節の話題や気象情報を伝える。

## エピソード
- 2018年12月6日に放送された「見てかけて答えるクイズ」のコーナー内で、当選者に当選連絡の電話を入れたところ、電話が繋がらなかった。これを受け、この日の同コーナーの当選者は無しという異例の事態が起きた。原因は、当日午後に発生したソフトバンクモバイルの大規模通信障害[6]で、放送終了後に番組スタッフがこの日の当選者に再度コンタクトを取ったところ、ソフトバンクユーザーであることが判明した。この模様は、当日夜の『報道ステーション』や、翌日の『スーパーJチャンネル』でソフトバンクの通信障害について報じた際に全国放送された[7][8]。

- 2020年4月、番組開始から使用していたTwitterアカウントに不具合が発生したため、再度アカウントを開設した[9]。